# Ralph F. Lozier

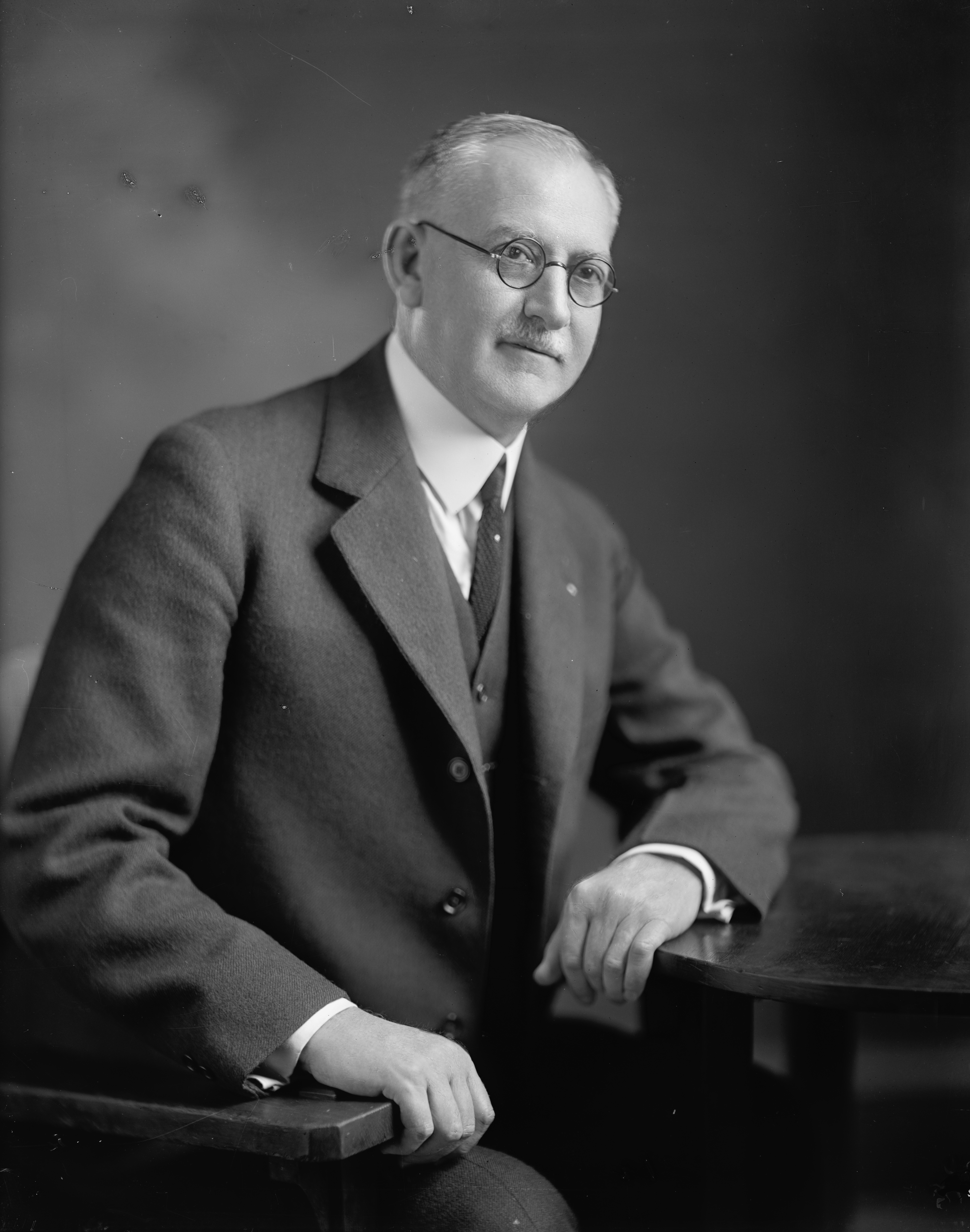
Ralph F. Lozier

Ralph Fulton Lozier (* 28. Januar 1866 bei Hardin, Ray County, Missouri; † 28. Mai 1945 in Kansas City, Missouri) war ein US-amerikanischer Politiker. Zwischen 1923 und 1935 vertrat er den Bundesstaat Missouri im US-Repräsentantenhaus.

## Werdegang
Ralph Lozier besuchte die öffentlichen Schulen seiner Heimat einschließlich der Carrollton High School, die er im Jahr 1883 absolvierte. Danach unterrichtete er für einige Zeit als Lehrer. Nach einem Jurastudium und seiner 1886 erfolgten Zulassung als Rechtsanwalt begann er in Carrollton in diesem Beruf zu praktizieren. Außerdem arbeitete er in der Landwirtschaft, hier vor allem auf dem Gebiet der Viehzucht. Zwischen 1915 und 1944 war Lozier auch juristischer Vertreter der Stadt Carrollton.
Politisch war er Mitglied der Demokratischen Partei. Im Jahr 1928 war er Delegierter zur Democratic National Convention in Houston, auf der Al Smith als Präsidentschaftskandidat nominiert wurde. Bei den Kongresswahlen des Jahres 1922 wurde Lozier im zweiten Wahlbezirk von Missouri in das US-Repräsentantenhaus in Washington, D.C. gewählt, wo er am 4. März 1923 die Nachfolge von William W. Rucker antrat. Nach fünf Wiederwahlen konnte er bis zum 3. Januar 1935 sechs Legislaturperioden im Kongress absolvieren. Dort wurden im Jahr 1933 der 20. und der 21. Verfassungszusatz ratifiziert. Seit 1933 wurden die ersten New-Deal-Gesetze der Bundesregierung unter Präsident Franklin D. Roosevelt verabschiedet. Zwischen 1931 und 1935 war Lozier Vorsitzender des Committee on the Census.
1934 wurde Ralph Lozier von seiner Partei nicht mehr zur Wiederwahl nominiert. Im Jahr 1936 war er Richter im siebten Gerichtsbezirk von Missouri. Ansonsten arbeitete er als Anwalt in Carrollton und Washington. Überdies war er nach wie vor in der Landwirtschaft tätig.